# Сарадон
Сарадон — деревня в Дальнеконстантиновском районе Нижегородской области. Входит в состав Сарлейского сельсовета.

## География
Находится в 26 км от Дальнего Константинова и в 59 км от Нижнего Новгорода.

## История
В «Списке населенных мест» Нижегородской губернии по данным за 1859 год значится как владельческая деревня при речке Печесе и колодцах в 55 верстах от Нижнего Новгорода. В деревне насчитывался 67 двор и проживало 476 человек (212 мужчин и 264 женщины). В национальном составе населения преобладали терюхане.

## Население
| 2002 | 2010 |
| ---- | ---- |
| 12   | ↗13  |

Национальный состав
Согласно результатам переписи 2002 года, в национальной структуре населения русские составляли 100 % из 12 человек..

## Улицы
В деревне проходит единственная улица — Луговая улица